# Pedro Pérez Duque
Pedro Pérez Duque (Piña de Esgueva, 11 de abril de 1962) es un exfutbolista español, que se desempeñó en la posición de centrocampista. 
Canterano del Real Valladolid, desarrolló la parte más relevante de su carrera profesional en su club de origen, con el que disputó seis temporadas en la Primera División y conquistó la Copa de la Liga de fútbol 1984. Posteriormente militó en varios clubes de Segunda División hasta 1990 y de Segunda División B entre 1990 y su retirada definitiva en 1994.

## Trayectoria
| Club                     | Años        | Partidos (Goles) |
| ------------------------ | ----------- | ---------------- |
| Real Valladolid          | 1979 - 1980 | 1                |
| Real Valladolid Promesas | 1980 - 1981 | 4 (1)            |
| Real Valladolid          | 1980 - 1986 | 84 (11)          |
| C. D. Málaga             | 1986 - 1988 | 54 (1)           |
| U. D. Salamanca          | 1988 - 1990 | 41 (2)           |
| S. D. Ponferradina       | 1990 - 1991 | 40 (5)           |
| Real Jaén                | 1991 - 1993 | 48 (17)          |
| Real Ávila               | 1993 - 1994 | 22 (3)           |

## Palmarés
- Copa de la Liga de fútbol 1984, con el Real Valladolid.
- Segunda División de España 1987-88, con el C. D. Málaga.